# Distrito electoral de Jefferson n.º 4
Jefferson No. 4 (en inglés: Jefferson No. 4 Precinct) es un distrito electoral ubicado en el condado de Pope en el estado estadounidense de Illinois. En el Censo de 2010 tenía una población de 485 habitantes y una densidad poblacional de 2,66 personas por km².

## Geografía
Según la Oficina del Censo de los Estados Unidos, tiene una superficie total de 182.17 km², de la cual 175.84 km² corresponden a tierra firme y (3.47%) 6.32 km² es agua.

## Demografía
Según el censo de 2010, había 485 personas residiendo. La densidad de población era de 2,66 hab./km². De los 485 habitantes, estaba compuesto por el 97.73% blancos, el 0.62% eran afroamericanos, el 1.03% eran amerindios, el 0% eran asiáticos, el 0% eran isleños del Pacífico, el 0% eran de otras razas y el 0.62% pertenecían a dos o más razas. Del total de la población el 0.82% eran hispanos o latinos de cualquier raza.